# Chiva de Morella
Chiva de Morella (en valenciano y oficialmente Xiva de Morella) es una localidad situada a 8,5 km de Morella (provincia de Castellón, España), población a cuyo municipio pertenece, y tiene alrededor de 20 habitantes. Allí encontramos un antiguo caserón del siglo XVII que ha sido totalmente restaurado después de haber albergado las escuelas de Chiva y la casa consistorial. Actualmente dispone en su planta baja de un pequeño bar y cuatro apartamentos en la parte superior, gestionados desde el Ayuntamiento de Morella.

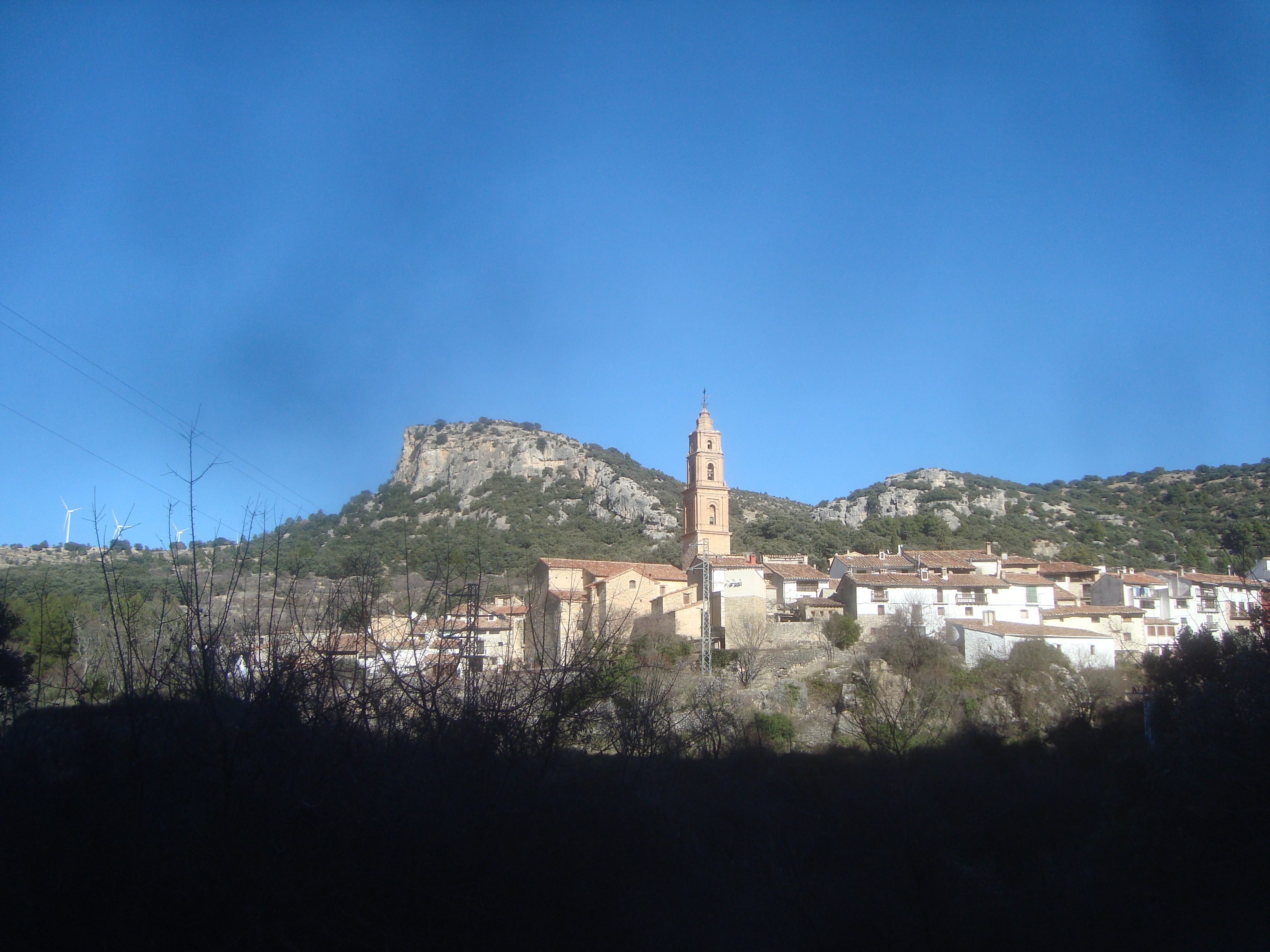
Xiva de Morella.

## Geografía
Xiva se encuentra en un valle rodeado de montañas, en plena naturaleza, con presencia habitual de Cabras montesas cerca. Tiene diversas rutas para realizar senderismo, trecking o escalada.
La localidad cuenta con una iglesia parroquial de no muy antigua arquitectura, pequeña, y una ermita dedicada a Ntra. Sra. del Rosario. Al pie del altar de esta ermita brota la copiosa fuente del Roser (Rosario), la cual llega al mismo Chiva por medio de una acequia; sus aguas son potables, aunque no cloradas. El cementerio, construido en 1816, se halla colocado en la parte alta del pueblo. El término confina por el Norte con Herbes; por el Este con Herbeset; por el Sur con Morella y Forcall, y al oeste con Villores y Ortells.

## Demografía
| Gráfica de evolución demográfica de Chiva de Morella entre 1842 y 1970 |
| |
| Población de derecho según los censos de población del INE Población de hecho según los censos de población del INEEn este censo se denominaba Chiva: 1857. Entre el censo de 1981 y el anterior, este municipio desaparece porque se integra en el municipio Morella. |

## Historia
Fue municipio independiente hasta 1976, año en que, junto con Ortells, se incorporó al municipio de Morella.

## Festividades

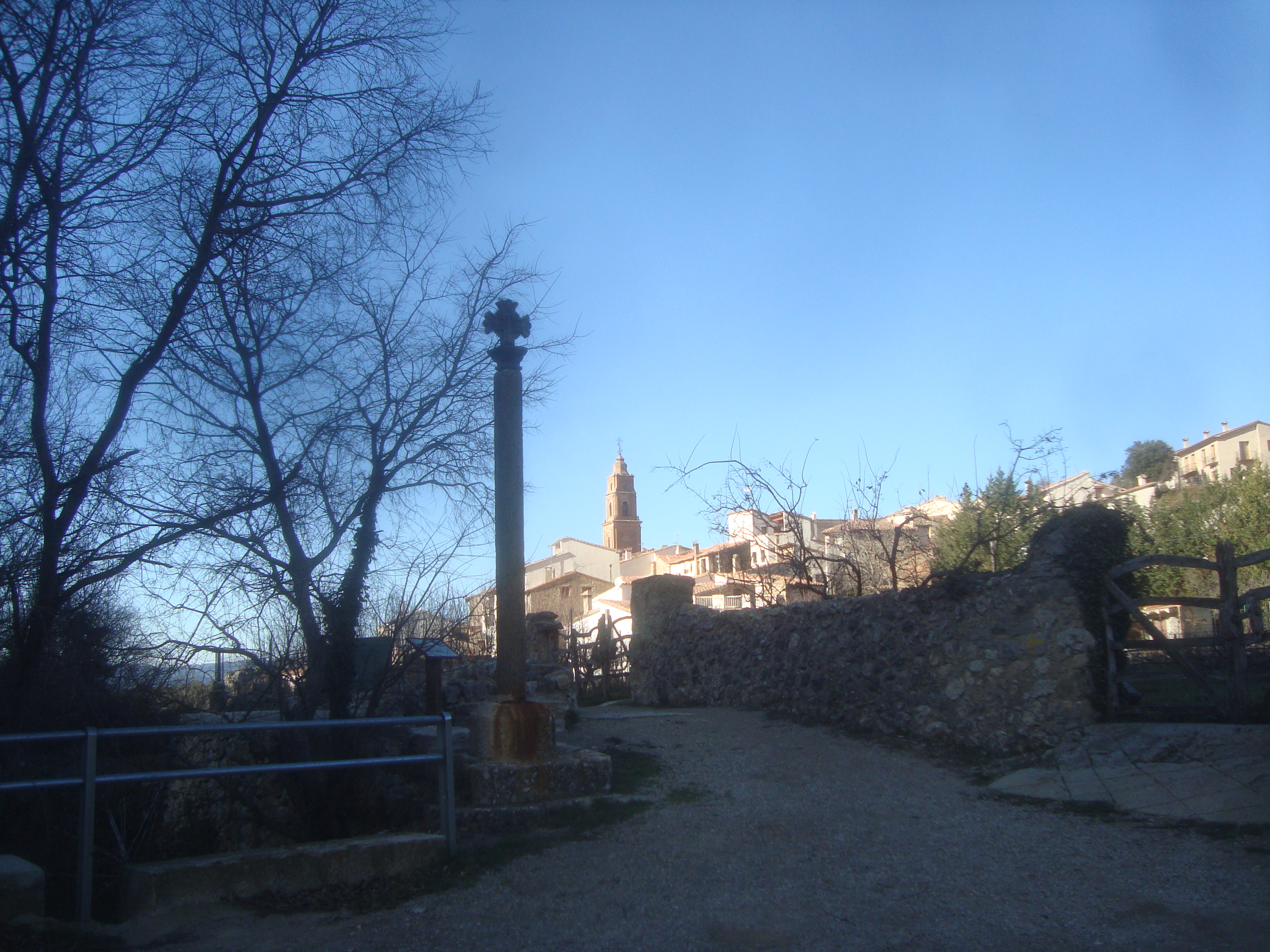
Panorámica de Xiva de Morella, comarca Els Ports de Morella (Castellón).

Los chivatanos celebran sus fiestas el segundo domingo de agosto, y cada 5 años, realizan la romería de Virgen del Roser (Virgen del Rosario en castellano).
El segundo fin de semana de cada agosto el pueblo crece en habitantes hasta llegar a unos 300 aproximadamente, debido a la llegada de turistas y antiguos habitantes que emigraron del pueblo a la ciudad.
El último alcalde del municipio antes de ser anexionado a Morella fue don Honorato Sebastià. Actualmente, pese a pertenecer a Morella y ser su ayuntamiento quien rige en Chiva de Morella, los pensionistas y, sobre todo, los veraneantes –con más entusiasmo que medios–, son quienes se ocupan de parte de las actividades en el período anual de fiestas mayores. No obstante, cabe decir que dichas fiestas están programadas y sufragadas económicamente por el Ayuntamiento de Morella. 

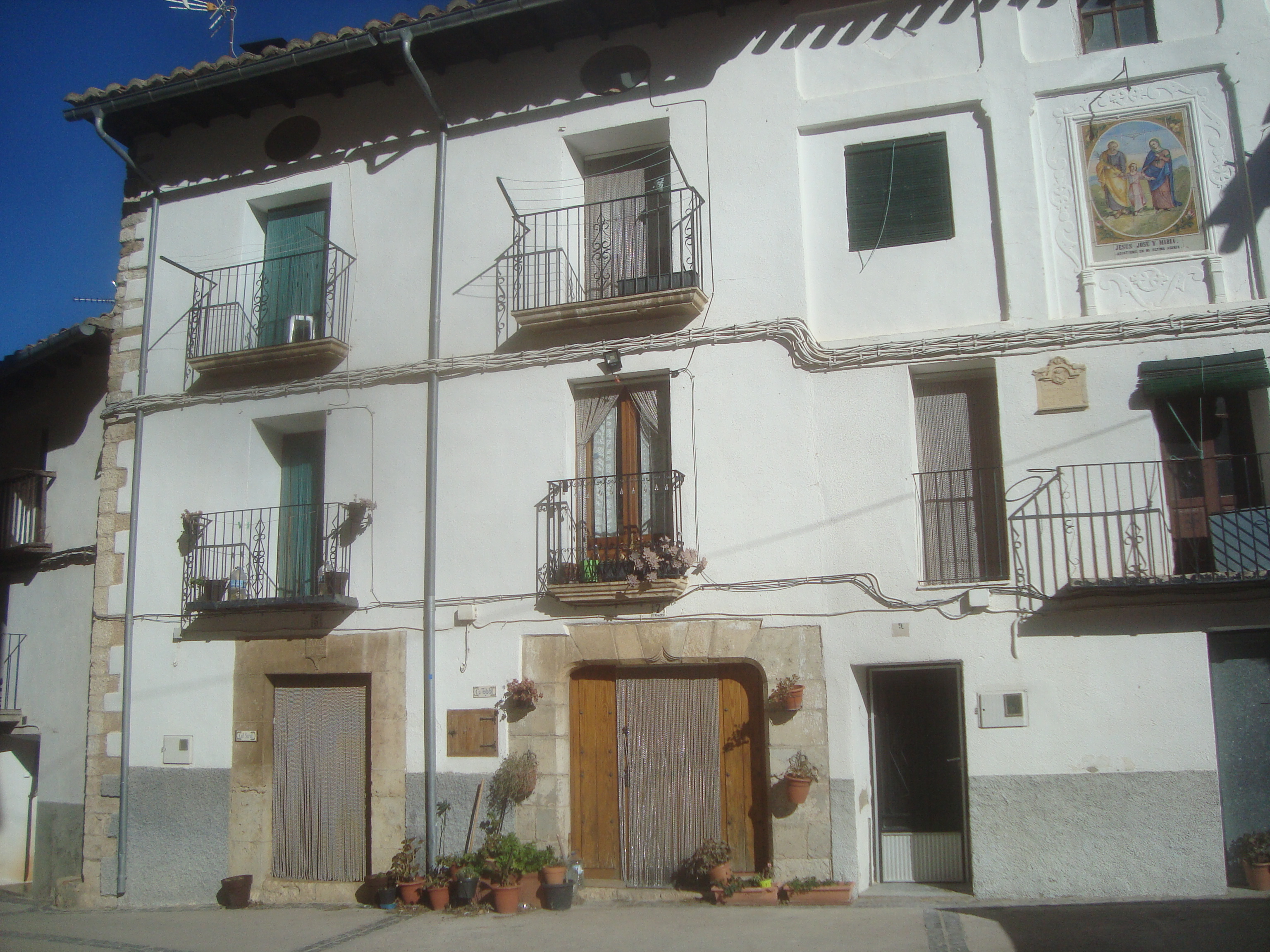
Panorámica urbana de Xiva de Morella, comarca Els Ports de Morella (Castellón).

## Comunicaciones

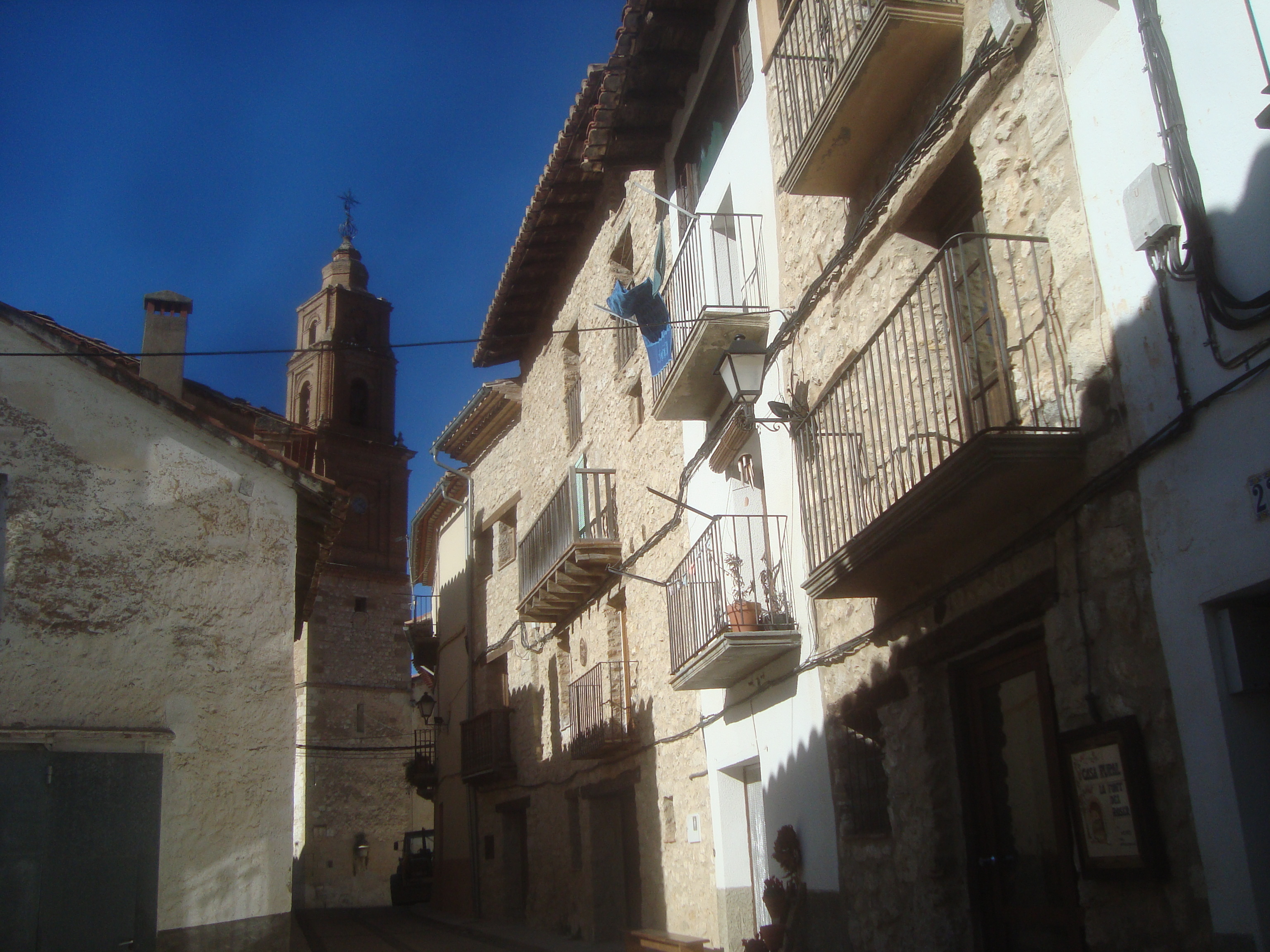
Vista panorámica de Xiva de Morella, comarca Els Ports de Morella (Castellón).

Actualmente la localidad posee cobertura telefónica fija y móvil a través de la compañía Vodafone. Además se ha introducido dentro del proyecto guifinet, ofreciendo esta red como soporte para acceder a internet a sus habitantes. 
A la localidad se accede por una única vía, asfaltada y señalizada, desde Morella. Sin embargo, cabe nombrar la existencia de distintos caminos rurales que llevan al Forcall, Ortells, etc. Es notable citar también la economía de agricultura y ganadería que existe, cada vez menos, en la zona.

## Gastronomía
La gastronomía popular y tradicional de Chiva se nutre principalmente de los productos de las huertas y de los animales del corral (huevos, lácteos, conejos, matanza del cerdo, "matança del bou"). Platos típicos: "olla", "pataca grossa", la "truita de pataca crua", el "tombet", el "frito", carnes a la brasa, morcillas, caracoles, conejo al ajillo, "collà", queso, jamón, embutidos.  

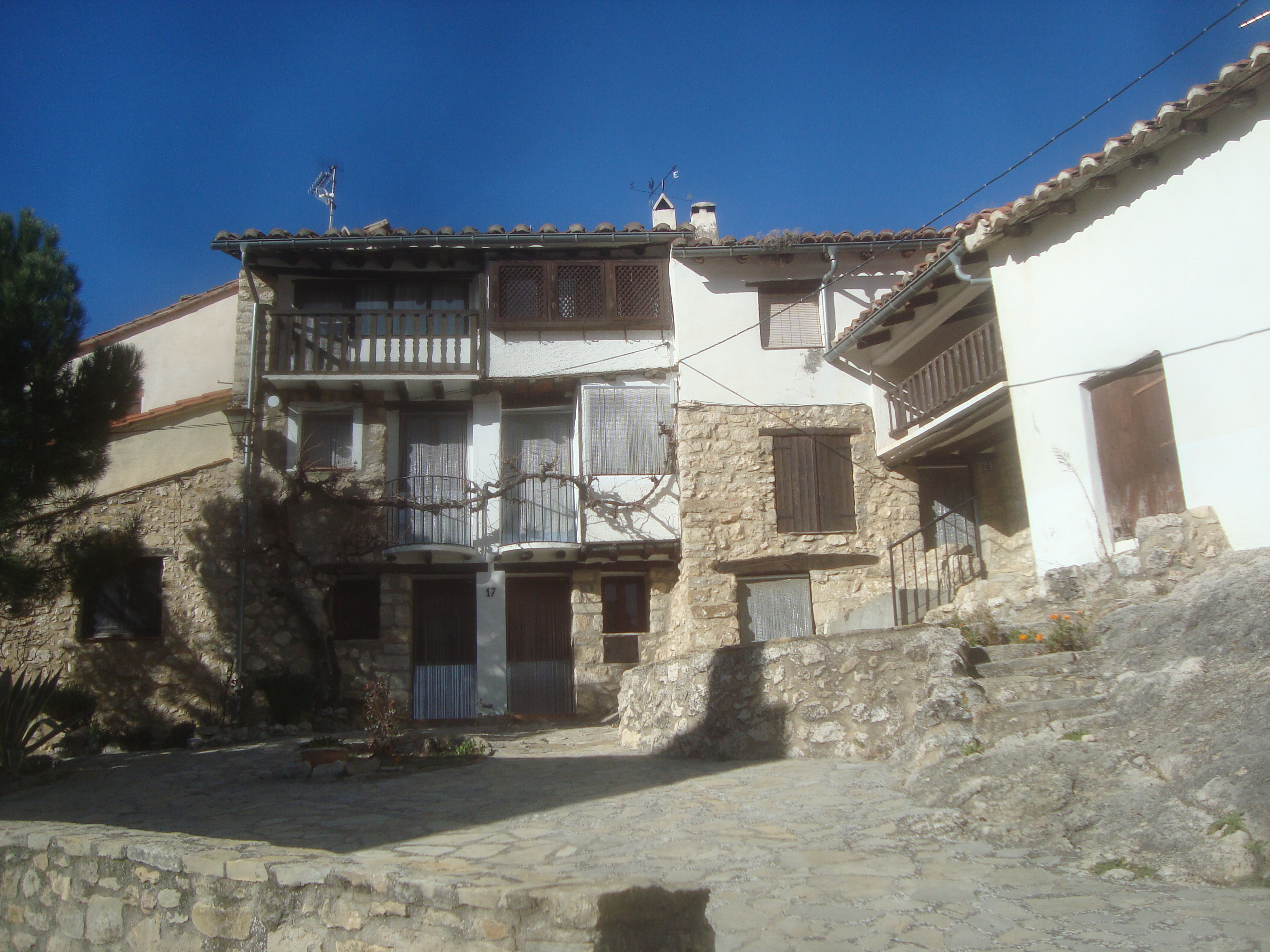
Xiva de Morella, comarca Els Ports de Morella (Castellón).